# Hansjörg Hemminger
Hansjörg Hemminger (* 9. Oktober 1948 in Rottweil; † 16. Juni 2022 in Baiersbronn-Mitteltal) war ein deutscher Verhaltenswissenschaftler und Spezialist für Sekten und religiöse Sondergruppen.

## Leben
Hemminger studierte Biologie und Psychologie an der Eberhard Karls Universität Tübingen und der Albert-Ludwigs-Universität Freiburg, wo er über das Thema Zentralnervöse Datenverarbeitung beim Farbensehen des Menschen promovierte. Danach kam ein Forschungsaufenthalt in den USA. Wieder in Freiburg, habilitierte er für das Gebiet Verhaltensbiologie des Menschen.
Von 1984 bis 1996 war er wissenschaftlicher Referent bei der Evangelischen Zentralstelle für Weltanschauungsfragen (EZW). Von 1996 bis 1998 gehörte er als Sachverständiger der Enquete-Kommission „Sogenannte Sekten und Psychogruppen“ des Deutschen Bundestages an. Von 1997 bis zum Eintritt in den Ruhestand 2013 war er Beauftragter für Weltanschauungsfragen der Evangelischen Landeskirche in Württemberg. Er war Mitglied im Kuratorium der Karl-Heim-Gesellschaft.
Seine Arbeitsgebiete waren kritische Analysen über Kreationisten, Soziobiologen, die „alternative Psychoszene“ und Esoterik sowie zur Psychologie von Sekten und religiösen Sondergruppen. Ein Schwerpunkt war die Auseinandersetzung mit dem Kreationismus, wobei er die Ideen des „neuen Atheismus“ für „ebenso unwissenschaftlich“ hielt.
Seit 2007 war Hemminger engagiertes Mitglied in der Arbeitsgemeinschaft Evolutionsbiologie (AG EvoBio) im VBio. In dieser Eigenschaft publizierte er zahlreiche Artikel und Buchbeiträge zu evolutionsbiologischen Themen. Ein Großteil seines Schrifttums widmete sich dabei der Analyse und Kritik pseudowissenschaftlicher Einwände des Kreationismus gegen die etablierten Theorien der Geo- und Evolutionswissenschaften. Er trat dabei leidenschaftlich für die Akzeptanz wissenschaftlicher Erkenntnisse unter Christen ein.
Die Soziologin Elke Hemminger ist seine Tochter.

## Veröffentlichungen
- Flucht in die Innenwelt. Primärtherapie als Meditation der Kindheit. Ullstein Verlag, Berlin 1983, ISBN 978-3-550-07683-1.
- Das therapeutische Reich des Dr. Ammon. Eine Untersuchung zur Psychologie totalitärer Kulte. Quell-Verlag, Stuttgart 1989, ISBN 978-3-7918-2341-6.
- Fundamentalismus in der verweltlichten Kultur. Verlag der Evangelischen Gesellschaft, Stuttgart 1991, ISBN 978-3-7918-1908-2.
- Verein zur Förderung der psychologischen Menschenkenntnis (VPM) und Friedrich Lieblings „Zürcher Schule“. Evangelischer Presseverband für Bayern, München 1994, ISBN 978-3-583-50663-3.
- Was ist eine Sekte? Verlag Matthias-Grünewald, Mainz 1995, ISBN 978-3-7867-1864-2.
- Scientology. Der Kult der Macht. Verlag der Evangelischen Gesellschaft, Stuttgart 1997, ISBN 978-3-7918-3490-0.
- Geister, Hexen, Halloween. Esoterik und Okkultismus im Alltag. Ein Ratgeber für Eltern. Brunnen Verlag (Gießen) 2002, ISBN 978-3-7655-1276-6.
- Grundwissen Religionspsychologie. Ein Handbuch für Studium und Praxis. Verlag Herder, Freiburg 2003, ISBN 978-3-451-28185-3.
- Und Gott schuf Darwins Welt. Schöpfung und Evolution, Kreationismus und intelligentes Design. Brunnen Verlag, Gießen 2009, 2. Aufl. 2015, ISBN 978-3-7655-1429-6.
- Evangelikal. Von Gotteskindern und Rechthabern. Brunnen Verlag, Gießen 2016, ISBN 978-3-7655-2049-5.
- Evolutionary Processes in the Natural History of Religion. Springer, Heidelberg 2021. ISBN 978-3-030-70408-7.

Als Mitautor
- mit Vera Becker: Wenn Therapien schaden. Kritische Analyse einer psychotherapeutischen Fallgeschichte. Rowohlt Verlag, Reinbek 1985, ISBN 978-3-498-02864-0.
- mit Bernd Harder: Was ist Aberglaube? Gütersloher Verlagshaus, Gütersloh 2000, ISBN 978-3-579-03346-4.
- mit Bernd Harder: Seher, Schwärmer, Bibeldeuter. Gütersloh 2001, ISBN 978-3-579-00937-7.
- Die Geschichte des neuzeitlichen Kreationismus: Von 'creation science' zur Intelligent-Design-Bewegung. In: Martin Neukamm (Hrsg.): Evolution im Fadenkreuz des Kreationismus. Darwins religiöse Gegner und ihre Argumentation. Göttingen 2009, ISBN 978-3-525-56941-2, S. 15–37.
- mit Andreas Beyer: Evolutionäre Entwicklungsbiologie: Schlüssel zum kausalen Verständnis der Evolution. In: Martin Neukamm (Hrsg.): Evolution im Fadenkreuz des Kreationismus. Darwins religiöse Gegner und ihre Argumentation. Göttingen 2009, ISBN 978-3-525-56941-2, S. 134–171.
- Mit der Bibel gegen die Evolution. Evolution und intelligentes Design als Themen des protestantischen Fundamentalismus. In: Bernd Janowski u. a. (Hrsg.): Schöpfungsglaube vor der Herausforderung des Kreationismus (Theologie Interdisziplinär; 6). Neukirchen-Vluyn 2010, ISBN 978-3-7887-2350-7, S. 9–26.

Aufsätze (Auswahl)
- Kreationismus zwischen Schöpfungsglaube und Naturwissenschaft. Ein Beitrag zur naturwissenschaftlichen und theologischen Auseinandersetzung (= Orientierungen und Berichte, Nr. 16). Evangelische Zentralstelle für Weltanschauungsfragen, Stuttgart 1988 (online).
- Soziobiologie des Menschen – Wissenschaft oder Ideologie? In: Spektrum der Wissenschaft 6/1994 (online).
- Schöpfung und Evolution – ein Widerspruch? Kreationismus, „intelligent design“ und das Schöpfungszeugnis der Bibel, 2007 (online).
- Die Evolution der Fledertiere aus Sicht von WORT UND WISSEN. Was wissen wir über die Entstehung der Fledermausflügel? AG Evolutionsbiologie, 2012 (online).
- Wer sind wir und wie viele? Anmerkungen zur Zukunft des Protestantismus aus Sicht der Weltanschauungsarbeit. EZW-Text Nr. 231, EZW, Berlin 2014.
- Australopithecus und Homo: Wo ist das connecting link? Anmerkungen zu dem Beitrag: 'Homo habilis war kein Mensch'. AG Evolutionsbiologie, 2015 (online).